# 第21回ベルリン国際映画祭
第21回ベルリン国際映画祭は1971年6月25日から7月6日まで開催された。

## 概要
1971年のベルリン国際映画祭では、イタリア映画『悲しみの青春』が金熊賞を受賞した。また、前年の第20回での混乱を受けて、のちの「フォーラム」部門が「ヤング・フォーラム（Internationale Forum des Jungen Films）」として公式部門の1つとしてはじまった年でもある。

## 受賞
- 金熊賞：『悲しみの青春』(ヴィットリオ・デ・シーカ)
- 銀熊賞
  - 審査員特別賞：『デカメロン』 (ピエル・パオロ・パゾリーニ)
  - 男優賞：ジャン・ギャバン (『Le Chat』)
  - 女優賞：シャーリー・マクレーン (『Desperate Characters』)、シモーヌ・シニョレ (『Le Chat』)

## 上映作品

### コンペティション部門
長編映画のみ記載。アルファベット順。邦題がついていない場合は原題の下に () 付きで英題。
| 題名 原題                                                           | 監督                                 | 製作国                     |
| ------------------------------------------------------------------- | ------------------------------------ | -------------------------- |
| 愛ふたたび                                                          | 市川崑                               | 日本                       |
| Ang.: Lone                                                          | フランツ・アルネスト                 | デンマーク                 |
| 動物と子供たちの詩 Bless the Beasts & Children                      | スタンリー・クレイマー               | アメリカ合衆国             |
| ストライカー/愛と栄光のフィールド Bloomfield                        | リチャード・ハリス                   | イギリス イスラエル        |
| Como Era Gostoso o Meu Francês (How Tasty Was My Little Frenchman)  | ネルソン・ペレイラ・ドス・サントス   | ブラジル                   |
| Desperate Characters                                                | フランク・D・ギルロイ                | アメリカ合衆国             |
| Die Ersten Tage (The First Day)                                     | Herbert Holba                        | オーストリア               |
| Dulcima                                                             | フランク・ネズビット                 | イギリス                   |
| デカメロン Il Decameron                                             | ピエル・パオロ・パゾリーニ           | イタリア フランス 西ドイツ |
| 悲しみの青春 Il giardino dei Finzi Contini                          | ヴィットリオ・デ・シーカ             | イタリア                   |
| Jaider, der einsame Jäger                                           | Volker Vogeler                       | 西ドイツ                   |
| Le Chat                                                             | ピエール・グラニエ・ドフェール       | フランス イタリア          |
| Love Is War                                                         | Ragnar Lasse-Henriksen               | ノルウェー                 |
| Lyckliga skitar                                                     | ヴィルゴット・シェーマン             | スウェーデン               |
| Ninì Tirabusciò: la donna che inventò la mossa                      | マルチェロ・フォンダート             | フランス イタリア          |
| 白夜 Quatre nuits d'un rêveur                                       | ロベール・ブレッソン                 | フランス                   |
| Rdece klasje (Red Wheat)                                            | ジヴォジン・パウロヴィッチ           | ユーゴスラビア             |
| Rendez-vous à Bray (Rendezvous at Bray)                             | アンドレ・デルヴォー                 | フランス ベルギー 西ドイツ |
| Wer im Glashaus liebt... der Graben (He Who Loves in a Glass House) | ミヒャエル・ヘルホーファン           | 西ドイツ                   |
| 合いの子 ホワイティ Whity                                           | ライナー・ヴェルナー・ファスビンダー | 西ドイツ                   |

## 審査員
- ビョルン・ラスムッセン (デンマーク/作家) - 審査委員長
- Ida Ehre (西ドイツ/女優)
- Giancarlo Zagni (イタリア/監督・脚本家)
- マニ・カウル (インド/監督)
- ポール・クロードン (フランス/プロデューサー)
- ケネス・ハーパー (イギリス/プロデューサー)
- シャルロット・カー (西ドイツ/女優)
- レックス・リード (アメリカ/俳優)
- Walter Albuquerque Mello (ブラジル/作家)